# Castilleja de la Cuesta
Castilleja de la Cuesta es un municipio español que se encuentra en la comarca del Aljarafe, en la provincia de Sevilla, Andalucía. En 2023 cuenta con una población de 17 157 habitantes.

## Geografía
Sus coordenadas geográficas son 37° 23′ N, 6° 03′ O. Está situado a una altitud de 96 metros y a unos 6 kilómetros de Sevilla.
El pueblo se encuentra en el lado oeste del Guadalquivir, en la comarca del Aljarafe. El Aljarafe se caracteriza por una penillanura con una diferencia de aproximadamente 100 metros de altitud con respecto a la vega del Guadalquivir. Con sus 2,14 km², es uno de los municipios más pequeños de Andalucía.
El pueblo se instaló al final de la llamada Cuesta del Caracol. En el siglo XIV se pobló la zona de la plaza de Santiago. En esta zona se encuentran la iglesia de Santiago, palacio de los Duques de las Salinas y el ayuntamiento. En el siglo XVII compró a la Corona la zoba de la calle Real, esta calle siempre estuvo poblada desde tiempos del el Rey San Fernando. En la misma se encuentran la iglesia parroquial de la Inmaculada Concepción; el palacio de la Reina María de las Mercedes, donde falleció Hernan Cortes en 1547, hoy Colegio de las Irlandesas y la hacienda de San Ignacio. El resto del pueblo se construyó a partir del siglo XX con barriadas como las de la Concepción, el Faro, las Almenas y Nueva Sevilla.
Limita con los siguientes pueblos:
| Valencina de la Concepción | Castilleja de Guzmán | Camas   |
| Gines                      |                      | Camas   |
| Bormujos                   | Tomares              | Tomares |

La autopista del V Centenario (A-49) atraviesa el término de Castilleja de este a oeste por su tercio sur, dividiendo el núcleo en dos sectores urbanos claramente diferenciados.

### Clima
La precipitación media anual en 1998 era de 693,2 l/m². El mes más lluvioso es diciembre, con una precipitación media en ese mes que en 1998 era de 1520,1 l/m². El mes más cálido es julio, siendo la media de ese mes en 1998 los 35,3° y el mes más frío es enero, con unas temperaturas medias ese año de 5,9°.

## Historia
No hay información hasta llegar al calcolítico, donde se encontró bajo la influencia de los asentamientos de Valencina de la Concepción. No obstante, está enclavada en lo que debió ser territorio tartésico. Es posible que, tras la desaparición de Tartesos y la proliferación de pequeños reinos la localidad fuera fortificada tras la invasión romana de Hispania. De esta hipotética fortificación vendría el nombre de Castilleja, que derivaría del latín castra (fortaleza). En la Hispania visigoda y musulmana se conoció como Castalla Talaçana. Tras la Reconquista del rey Fernando III de Castilla de Sevilla en 1248 la zona pasa a ser conocida como Alijar (escrito Alixar, por pronunciarse la x como j de forma habitual en algunas[¿cuál?] zonas españolas). No obstante, el nombre no terminó siendo usado demasiado tiempo y volvió a ser conocida como Castalla. Muchas localidades sevillanas se llamaban Castalla y el término sufrió una doble evolución. Las localidades que fueron alquerías pero luego pasaron a ser simples pueblos pasarían a llamarse Cazalla (por ejemplo, Cazalla de la Sierra) y las que se mantuvieron como alquerías durante mucho tiempo pasaron a llamarse Castilleja (por ejemplo, Castilleja de la Cuesta, del Campo, de Almanzor, de Talhara, etc.).
En el reparto de Sevilla que tuvo lugar en el siglo XIII, Castilleja (conocida en esta época como Castalla Talaçadar) fue dividida en dos por Alfonso X. Una parte fue dada a su tío, Rodrigo Alfonso, que la permuta a su vez a la Orden Militar de Santiago en 1267 a cambio de una heredad cercana a Benavente. La repoblación de esta parte fue un proceso lento, desde el finales del siglo XIV.
Aunque desde la Reconquista 1248 esta zona del pueblo estuvo despoblada y yerma. A raíz de otorgarse la segunda carta puebla en 1408, fue cuando comenzó a repoblarse.
La otra parte, denominada Realengo, Alfonsina o Camino Real, la reserva el Rey Fernando III bajo sus dominios, dependiendo administrativa y judicialmente de la Corona, y formando parte de la Mitación de San Juan, por ser la vía principal de comunicación entre la ciudad hispalense, el condado de Niebla y el Algarve; asimismo, dependió eclesiásticamente del Arzobispado de Sevilla y su Cabildo. Siendo la única zona del pueblo que no se despobló tras dicha Reconquista . En dicho Camino Real se asentaba la antigua mezquita de la alquería árabe, que es convertida en ermita tras dicha Reconquista.
En 1547, Hernán Cortés falleció en una casa-palacio de la calle Real. 
En 1538, terminó por Real Cédula la encomienda de los bienes y vasallos de la Orden de Santiago en Castilleja. En 1539 Carlos I vendió esta zona de la localidad al conde de Olivares, Pedro Pérez de Guzmán y Zúñiga. El alcalde de la localidad, Pedro de Castañeda, le entregó la misma al conde salvo la calle Real, que en ese momento era regida por el concejo de la villa de Tomares y siguió siendo propiedad de la Corona. Los sucesivos condes de Olivares trataron de adquirir la calle infructuosamente, hasta que el conde-duque de Olivares Gaspar de Guzmán, valido de Felipe IV, consiguió la calle de la monarquía en 1624. La localidad continuó siendo del conde-duque de Olivares hasta que en el siglo XIX se abolen los señoríos y el pueblo será regido por un ayuntamiento a partir de 1808. No obstante, el germen de los actuales ayuntamientos españoles se estableció por Real Cédula en 1833.
El núcleo primitivo se estructura en torno a la plaza de santiago mayor mente y la calle real . A partir de él se produce el posterior crecimiento urbano, sobre todo por el aumento demográfico acaecido desde mediados del siglo XX.
Existen 2 Hermandades Eclesiásticas con vírgenes coronadas con sus respectivas iglesias y 2 capillas (la del Colegio Bienaventurada Virgen María, conocido como las Irlandesas) y la de la capilla de la Virgen de Guía (protectora y y patrona del ayuntamiento y pueblo). 
El 7 de septiembre de 2013 fue coronada canónicamente en los jardines del Convento de las Reverendas Madres Irlandesas la Inmaculada Concepción de la Villa de Castilleja de la Cuesta desde principios del siglo XV( aunque la imagen data del siglo diecinueve y la imagen , es titular de la parroquia que lleva su mismo nombre y titular principal de la conocida popularmente como Hermandad de la Calle Real. 
Por otra parte, el 18 de junio de 2016 fue coronada canónicamente en la Plaza de Santiago la imagen de Nuestra señora de la Soledad, hecho que marcó el devenir de la historia de la Hermandad de Santiago apóstol (Pontificia real e ilustre hermandad Sacramental de Santiago apóstol patrón de Castilleja y cofradía de nazarenos de nuestro padre Jesús de los remedios en el santo sepulcro Santa Vera cruz y nuestra señora de la soledad coronada ), pues hablamos de la Coronación de la mayor devoción de Castilleja de la cuesta y de la Hermandad de la plaza. 
Estas coronaciones han sido un gran referente en la provincia de Sevilla.

## Geografía humana

### Demografía
Cuenta con una población de 17 153 habitantes (INE 2024).
| Gráfica de evolución demográfica de Castilleja de la Cuesta entre 1842 y 2021                                         |
| |
| Población de derecho según los censos de población del INE. Población de hecho según los censos de población del INE. |

Ha sufrido un destacado boom en la década de los 70 y 80 por las mejoras de la comunicación con la capital y la gran construcción de viviendas (destacando las barriadas de bloques de pisos). Actualmente, el municipio anda con una población estable que se encuentra entre los 17 000 y 18 000 personas. 

### Economía
La industria tradicional ha sido la torta de aceite, de la cual existen varias empresas que la fabrican. A mitad del siglo XX, existían en el pueblo hasta 5 industrias de tortas de aceite como las Tortas Andrés Gaviño. Entre las cinco se repartían la mayor parte de terrenos del pueblo. De todas ellas, las únicas supervivientes son Andrés Gaviño y la más conocida es la de Inés Rosales, que sobrevivió modernizando su maquinaria y vendiendo sus terrenos en Castilleja y transladando su fábrica a Huévar. Por otro lado existen otras empresas reposteras productoras menos antiguas, como Upita de los Reyes, Dulces Giralda y Hermanos Prieto y Gordillo.
También es reseñable la labor desarrollada por el taller artesanal de fabricación y restauración de alfombras, ubicado en esta localidad desde la década de 1920, cuyo nombre comercial es Alfombras Baldomero. El negocio empezó en Madrid en 1925, pero se trasladó a este pueblo en 1929, cuando tuvo lugar en la cercana ciudad de Sevilla la Exposición Iberoamericana. Alfombras Baldomero es la única empresa restauradora de alfombras de toda Andalucía. Otro negocio histórico de la localidad es una tienda llamada Yolanda que fabrica trajes de flamenca y trajes de corto para caballero desde 1979.
En 2004 se instaló en la localidad la tienda de muebles Ikea junto a un centro comercial, también creado en los 2004, llamado Airesur. Fue la quinta tienda Ikea inaugurada en España y la primera de Andalucía. Estaba programada una ampliación del mismo en los terrenos situados justo enfrente.

#### Evolución de la deuda viva municipal
El concepto de deuda viva contempla sólo las deudas con cajas y bancos relativas a créditos financieros, valores de renta fija y préstamos o créditos transferidos a terceros, excluyéndose, por tanto, la deuda comercial.
| Gráfica de evolución de la deuda viva del Ayuntamiento de Castilleja de la Cuesta entre 2008 y 2023                |
| |
| Deuda viva del Ayuntamiento de Castilleja de la Cuesta, en miles de euros, según datos del Ministerio de Hacienda. |

## Patrimonio
En el pueblo hay varias haciendas. 

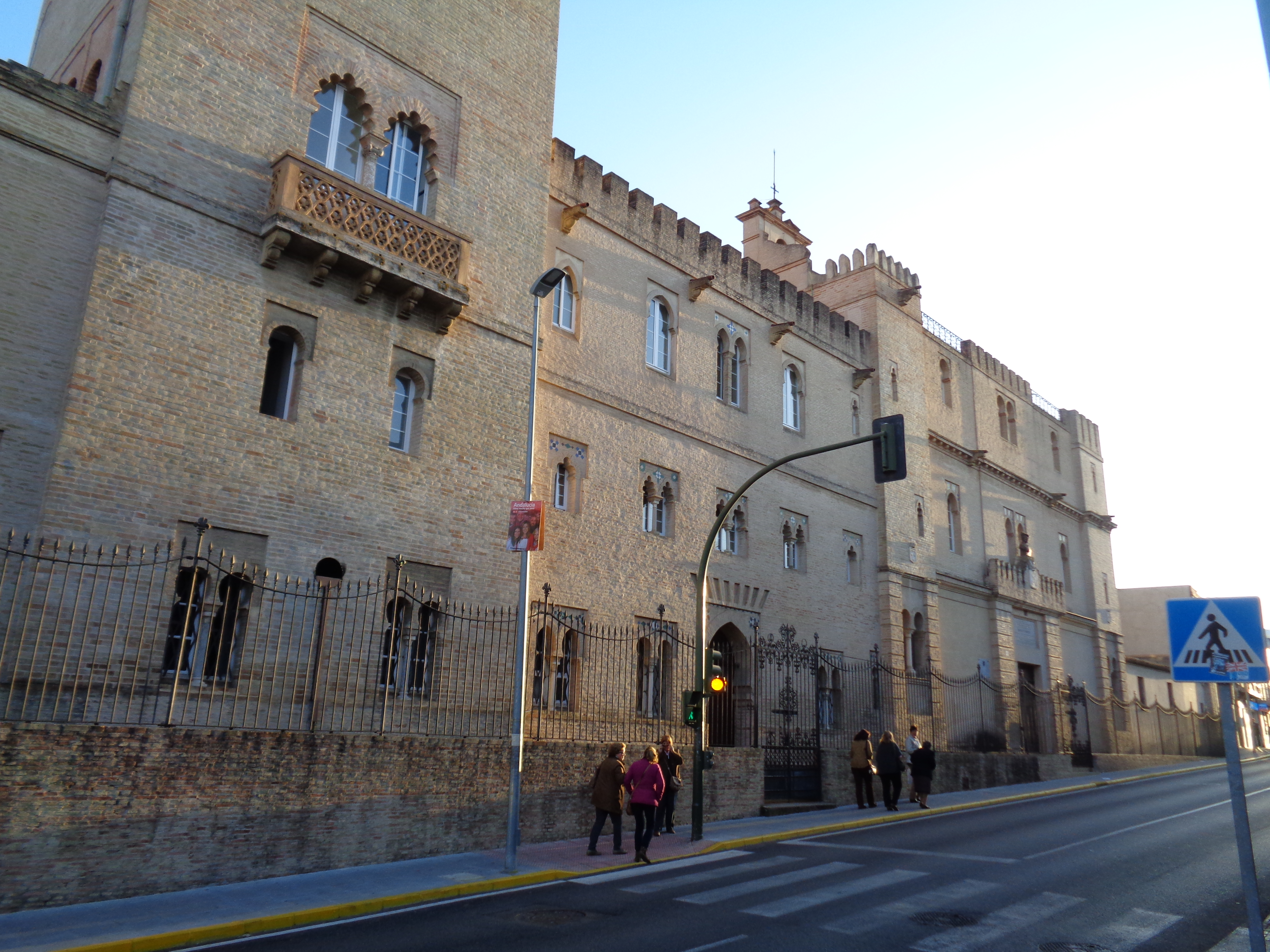
Casa-palacio donde falleció Hernán Cortés, que fue construida como si fuera una fortaleza. La casa pasó en 1855 a manos del duque de Montpensier. En 1889 la ocuparon monjas irlandesas, que crearon en ella un colegio

La hacienda de la Sagrada Familia fue construida entre los siglos XVIII y XIX. Antiguamente contó con una capilla propia que llegó a ser capilla del pueblo. El conjunto es un buen ejemplo de la arquitectura regional andaluza. También conserva la torre de contrapeso del molino aceitero. El conjunto ha sido re-adaptado como biblioteca y casa de la cultura del municipio.
La hacienda de San José, también conocida como Casa Salinas o Casa de los Siete Balcones, cuenta con una portada renacentista del siglo XVI. La casa pertenece a la familia Salinas. La duquesa Concepción Salinas Benjumea contrajo matrimonio el pasado siglo con don Pedro de Alcántara Roca de Togores y Laffite, XIX duque de Béjar, XXII conde de Luna, XXI vizconde de Puebla de Alcócer y grande de España.
La hacienda de San Ignacio se llama así porque hasta el siglo XIX fue sede de un convento jesuita (orden fundada por Ignacio de Loyola). Pasó a ser propiedad de la familia Sáiz de Rozas en torno al 1880 y hoy en día es un hotel.
La hacienda Santa Bárbara fue adquirida en 1885 por Ana Cansino Cabrera, que la fue legando a sus descendientes pero, tras perder su uso agrario y residencial, desde 1991 pertenece al ayuntamiento.
En el centro del pueblo hay una casa-palacio con forma de castillo que fue realizada en el siglo XVI. Pertenecía al jurado don Alonso Rodríguez, amigo de Hernán Cortés, y el conquistador residió en ella hasta su fallecimiento en 1547. En 1855, ya abandonado, fue adquirido por el duque de Montpensier que realizó algunas reformas en el interior del mismo y creó sus actuales jardines y, posteriormente, por asuntos de herencia, pasó a manos de la Corona. En 1889 se alquila a las monjas del Instituto de la Bienaventurada Virgen María, que es una orden irlandesa. Las monjas irlandesas adquirieron el palacio en 1903 y hoy es un colegio.

## Cultura

### Patrimonio

#### Iglesia de Santiago Apóstol

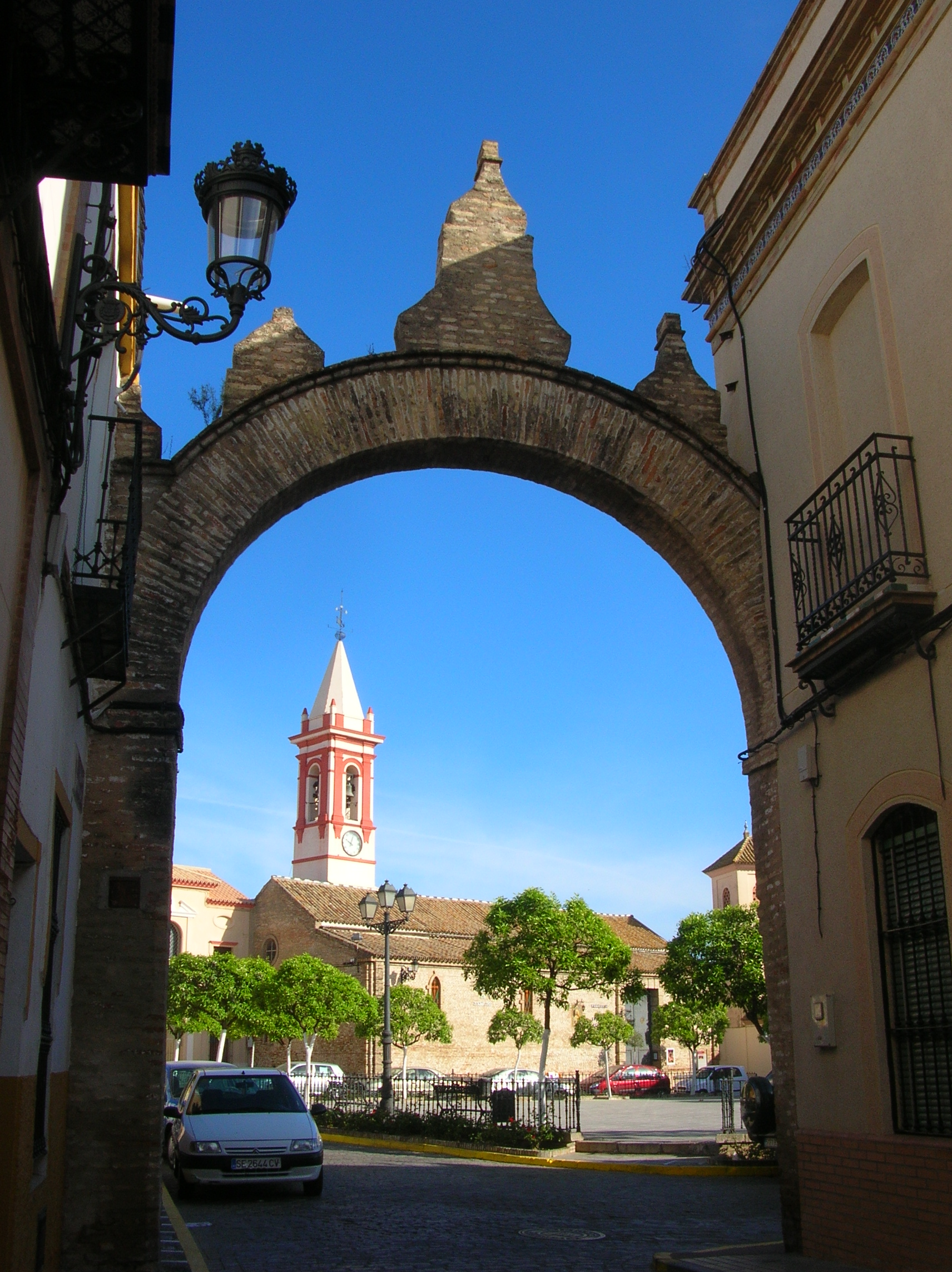
Vista de la plaza de Santiago

La iglesia de Santiago Apóstol es actualmente un edificio de estilo neo mudéjar cuyo primer edificio fue construido a final del siglo XIV erigido sobre una antigua mezquita Almohade del siglo XIII de la cual se conservan restos como el arranque y cimientos del alminar que forman parte de la torre campanario de la iglesia, aunque fue objeto de algunas reformas, sobre todo en los siglos XVIII y XIX. En 1885 fue reconstruido de nueva planta a expensas de Dña. Nicolasa Pérez del Campo, marquesa de Loreto, tras el deterioro del mismo debido a los daños durante la invasión francesa, siendo gran parte de su patrimonio expoliado y perdiéndose el retablo mayor así como la primitiva custodia de plata y siendo el edificio utilizado como establo para la caballería de las tropas que ocupaban la villa.
El retablo mayor y los frescos del interior son de estilo neogótico, realizados de finales del XIX y mediados del XX respectivamente. No obstante, la iglesia cuenta con tallas más antiguas.
En el Retablo mayor, obra neogotica realizada en el siglo XIX, encontramos actualmente, desde el siglo XX, a Nuestra Señora de la Soledad, obra anónima de escuela Sevillana siglo XVI si bien se puede tratar de una obra cercana al círculo de Andrés de Castillejo. Flanqueando la imagen mariana se encuentra un grupo escultórico formado por Santo Domingo y Santiago pelegrino, obras anónimas del siglo XVIII atribuidas a Duque Cornejo
En la nave izquierda hay un retablo presidido por la Virgen del Rosario de Miguel Adán, y más adelante otro presidido por la Virgen de la Espectación del Parto (más conocida como Virgen de la O), realizada en el siglo XVII por Ocampo. En el retablo de la Virgen de la O hay también un San Juanito de la escuela granadina del siglo XVIII y una imagen del Niño Jesús realizada en el siglo XVII en el taller de Martínez Montañés. En la cabecera de la nave izquierda hay un Cristo yacente en una urna neobarroca bajo la advocación del Cristo de los Remedios. Este Cristo fue realizado por la escuela de Pedro Roldán.
En la nave derecha hay una capilla del Sagrario donde hay cuadros con las Cabezas de san Blas y san Laureano, así como retratos de San Isidoro y San Leandro. Este conjunto fue realizado por Valdés Leal. En el primer retablo de la nave derecha encontramos a San José con el niño, siendo este conjunto atribuido a Francisco Ruíz Gijón. En la nave derecha también hay una hornacina con una talla de Santiago el Mayor a caballo, que es titular del templo realizado por Juan de Astorga.
Esta iglesia es sede de la Hermandad de Santiago, más conocida como Hermandad de la Plaza, que tiene de titulares al Cristo de los Remedios, a la Virgen de la Soledad, Santiago Apóstol y el santísimo Cristo de la Vera Cruz.

#### Iglesia de Nuestra Señora de la Concepción
En el mismo lugar donde existía una mezquita desde tiempos de Al andalus, se originó el primer lugar del pueblo donde se dio el culto cristiano, esta mezquita fue convertida en ermita tras la Reconquista por Fernando III y la misma fue elevada a Parroquia en 1615. La advocación a la Virgen de la Concepción fue traída por los frailes Franciscanos en el año 1400.
El retablo mayor fue realizado por Cristóbal Guadix entre 1702 y 1706. Es de estilo barroco y con columnas salomónicas. El retablo perteneció a un convento de monjas Mínimas de la calle Sierpes de Sevilla. Está presidido por la imagen de la Inmaculada Concepción; talla anónima realizada en el siglo XVII, titular de la Hermandad de la Calle Real. Se conserva una primitiva talla del siglo XV en las dependencias de la casa hermandad,
En el presbiterio hay dos pinturas realizadas sobre piel y con marco barroco de la Virgen de los Reyes y de San Fernando. En el muro izquierdo de la nave hay un retablo rococó con una talla de San José con el Niño de Pedro Duque Cornejo y junto a esta, hay una imagen de Santa Inés y otra de Santa Clara de Juan Martínez Montañés.
En otro retablo hay una imagen de la Virgen de la Piedad atribuida por algunos autores a Luisa Rodán "La Roldana" y por otros a Benito de Hita y Castillo. Un Cristo de la Vera Cruz anónimo del siglo XVI, y una imagen de San Juan del XVIII. En el muro derecho está la capilla Sacramental con una imagen de Jesús del Gran Poder, talla de principios del siglo XVIII de Francisco Ruíz Gijón. La capilla está decorada con frescos de principios del siglo XX y azulejos de mediados del mismo siglo, realizados en el taller de cerámica de Ramos Rejano por el pintor local Juan Oliver. Al lado hay otra capilla con la Virgen de los Dolores, siendo esta una talla del siglo XVIII del taller de Pedro Roldan sobre un altar de estilo neoclásico.
En la iglesia hay varias pinturas de interés, como un lienzo de San Pío V del siglo XIX, dos de San Miguel de comienzos del siglo XVII atribuidos a Valdés Leal, y una Virgen de la Paloma de la escuela granadina del siglo XVII; un cuadro de Los Desposorios de la Virgen, otro de la Sagrada Cena, otro del Salvador y una Inmaculada, todos ellos del siglo XVII del pintor Juan de Roelas, y una Virgen de Guadalupe del siglo XVIII.
Sobre la portada se encuentra el coro alto, donde se conserva un magnífico órgano del siglo XVIII.
Esta iglesia es sede la conocida como Hermandad de la Calle Real,fundada el 9 de junio de 1478, cuyos titulares son la Inmaculada Concepción Coronada, Cristo de la Vera Cruz, Ntro. Padre Jesús del Gran Poder y María Santísima de los Dolores.
Patronazgo de Santa María de la Concepción
Del patronazgo de la Inmaculada Concepción sobre Castilleja de la Cuesta existe una abundante documentación de los siglos XIX y XX, donde a la imagen se le adjetiva como Patrona, Patrona Titular o Patrona de la Villa: en libros parroquiales, en inventarios, en decretos del arzobispado, en informes de la Hermandad, etc. Tras la reforma pastoral de la diócesis, en 1911, el arzobispado decretó la unión de las dos parroquias de Castilleja de la Cuesta en una sola, con el nombre de parroquia de Santiago y Purísima Concepción. De este modo la autoridad eclesiástica confirmó el patronazgo canónico de la Inmaculada sobre la Villa, en cuanto que es anejo e inseparable del mismo título sobre su parroquia.

### Ermita de Nuestra Señora de Guía
Al parecer en ese lugar hubo un "morabito" o "rabitha" de la etapa almohade (siglos XI o XII) que fue reconvertido en iglesia cristiana. En su interior se guarda una imagen de Nuestra Señora de Guía, una virgen del siglo XVIII. Existe una leyenda que dice que en el siglo XVI Rodrigo Ponce de León, duque de Arcos de la Frontera, paseaba en un carro tirado por mulas y guiado por su cochero. Al pasar por Castilleja las mulas se agacharon y el noble gritó al cochero "¡Guía!. ¡Guía!" para que continuase. No obstante, cuando el noble bajó ambos descubrieron una virgen entre las rocas y el nombre es en recuerdo de esa historia.
La Virgen de Guía es la protectora de la corporación municipal.
Actualmente la ermita pertenece al territorio de Camas.

### Deporte
La Delegación Municipal de Deportes cuenta con un Pabellón Municipal de Deportes y otras instalaciones deportivas. Dicha Delegación organiza cada año las Escuelas Deportivas Municipales, donde podemos encontrar deportes como judo (gracias a una subvención al Club Judolín), tenis, voleibol, baloncesto (Club Deportivo Baloncesto Castalla), atletismo, fútbol-sala, natación, aerobic, etc. La mayor parte de las Escuelas participan en diferentes competiciones deportivas tales como Federación, Juegos Deportivos Provinciales (Diputación de Sevilla) o Juegos Deportivos Municipales (Ayuntamiento de Sevilla).
El pueblo posee dos club de fútbol: Castilleja CF, Equipo fundado en el año 1929 y que ascendió en 2015 a Tercera División donde estuvo tres temporadas, así como su primer equipo juvenil que ha ascendido a división de honor de juveniles en esta temporada 2018/2019. En la actualidad es un equipo con 17 equipos federados y con 12 ascensos en los distintos equipos de su cantera en los últimos cuatro años. y el Recreativo Club Deportivo Nueva Sevilla.

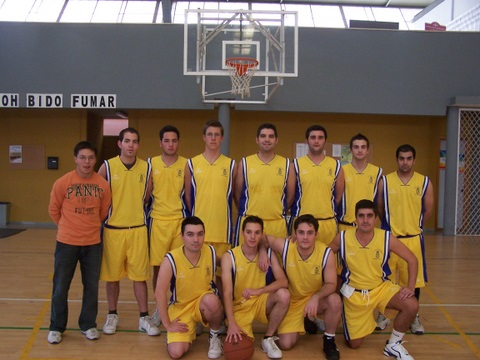
Castalla Senior 2007/2008

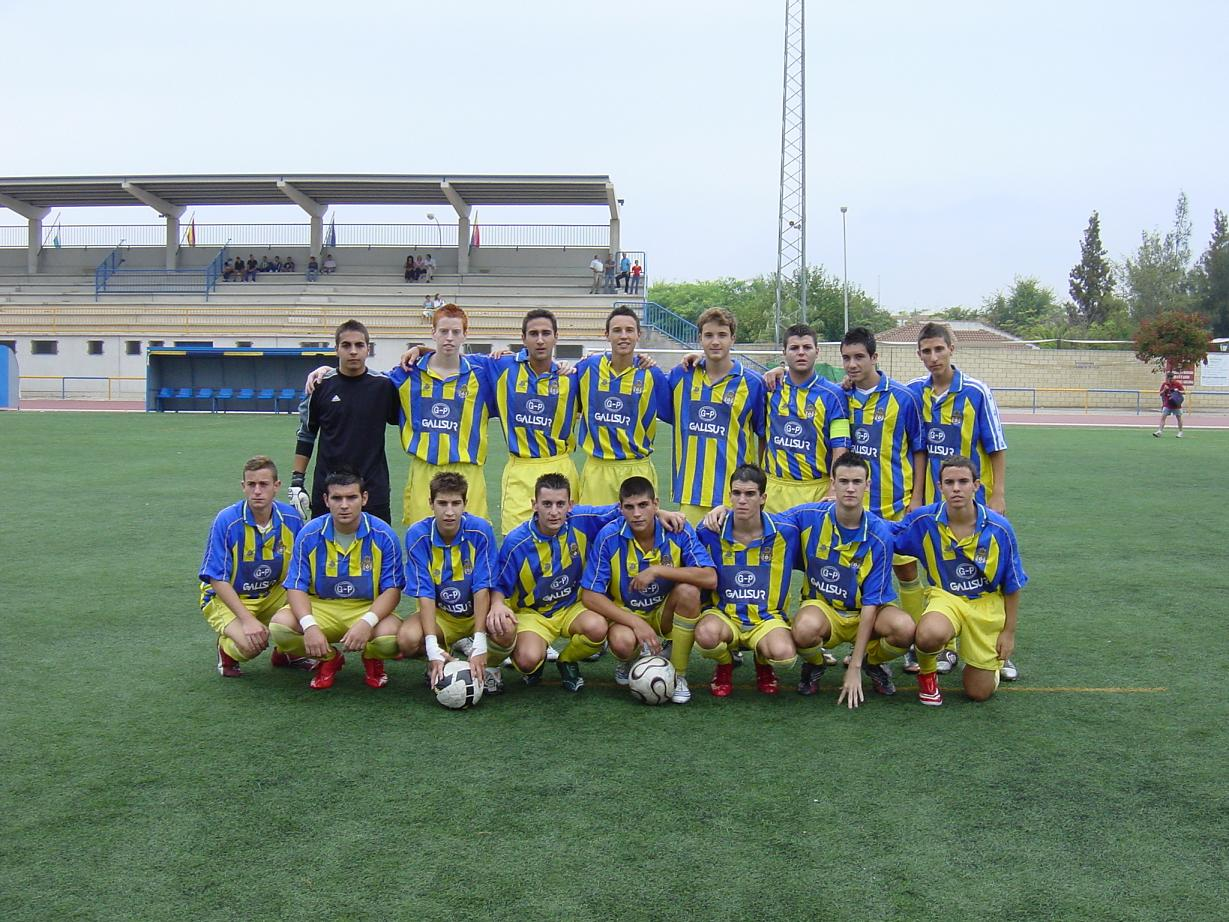
Nueva Sevilla Juveniles 2008/09